# Aglaophenia whiteleggei
Aglaophenia whiteleggei är en nässeldjursart som beskrevs av V.S. Bale 1888. Aglaophenia whiteleggei ingår i släktet Aglaophenia och familjen Aglaopheniidae. Inga underarter finns listade i Catalogue of Life.

## Bildgalleri

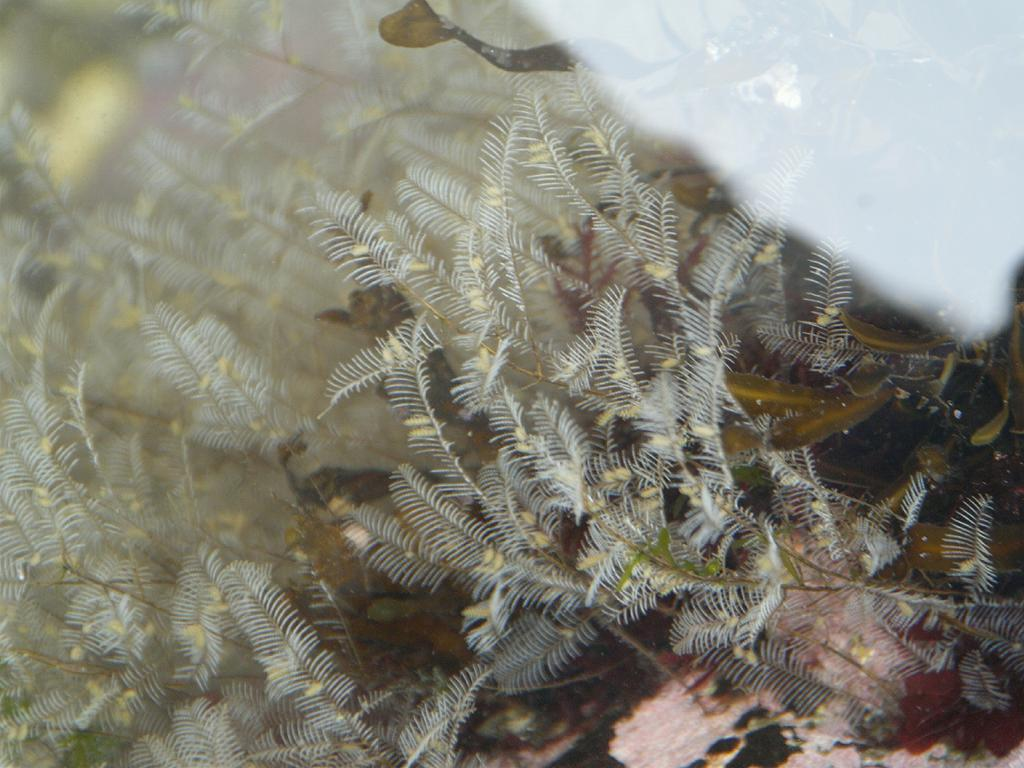